# Slåttjärnen (Hammerdals socken, Jämtland, 705603-148049)
Slåttjärnen är en sjö i Strömsunds kommun i Jämtland och ingår i Indalsälvens huvudavrinningsområde.